# Yo-kai Watch
Yo-kai Watch (jap. 妖怪ウォッチ Yōkai Wotchi) – shōnen-manga autorstwa Noriyukiego Konishiego, publikowana w magazynie „CoroCoro Comic” wydawnictwa Shōgakukan od 15 grudnia 2012. Opublikowane rozdziały są zbierane i wydawane w tankōbonach od 28 czerwca 2013.

## Fabuła
Podczas swojej wyprawy do lasu, Nate niespodziewanie natrafia na tajemniczy mechanizm, który przypadkiem uruchamia. Dzięki swojej ciekawości wchodzi on w posiadanie Yo-Kai Watch – urządzenia, pozwalającego dostrzec, niewidoczne dla ludzkiego wzroku istoty. Yo-Kai to stworki, które różnią się od siebie wyglądem, zdolnościami i charakterem. Niektóre są nastawione przyjaźnie zaś inne lubią siać chaos i zwątpienie. Od tamtej chwili chłopak razem z grupą przyjaciół zajmuje się śledzeniem poczynań złych Yo-Kai i naprawianiem wyrządzonych przez nie szkód.

## Manga

### Yo-kai Watch
Pierwszy rozdział mangi został opublikowany 15 grudnia 2012 w magazynie „CoroCoro Comic”. Pół roku później, 28 czerwca 2013 w sprzedaży ukazał się pierwszy tankōbon. Według stanu na 28 października 2019, wydano 17 tomów.
| Nr | Data wydania (język japoński) | ISBN (język japoński)  |
| -- | ----------------------------- | ---------------------- |
| 1  | 28 czerwca 2013               | ISBN 978-4-09-141655-1 |
| 2  | 27 grudnia 2013               | ISBN 978-4-09-140018-5 |
| 3  | 25 marca 2014                 | ISBN 978-4-09-141709-1 |
| 4  | 25 lipca 2014                 | ISBN 978-4-09-141793-0 |
| 5  | 26 stycznia 2015              | ISBN 978-4-09-141817-3 |
| 6  | 27 lutego 2015                | ISBN 978-4-09-141876-0 |
| 7  | 26 czerwca 2015               | ISBN 978-4-09-142006-0 |
| 8  | 28 września 2015              | ISBN 978-4-09-142102-9 |
| 9  | 26 lutego 2016                | ISBN 978-4-09-142119-7 |
| 10 | 24 czerwca 2016               | ISBN 978-4-09-142175-3 |
| 11 | 5 sierpnia 2016               | ISBN 978-4-09-142207-1 |
| 12 | 28 kwietnia 2017              | ISBN 978-4-09-142389-4 |
| 13 | 28 września 2017              | ISBN 978-4-09-142530-0 |
| 14 | 28 listopada 2017             | ISBN 978-4-09-142637-6 |
| 15 | 28 maja 2018                  | ISBN 978-4-09-142710-6 |
| 16 | 26 lipca 2019                 | ISBN 978-4-09-143046-5 |
| 17 | 28 października 2019          | ISBN 978-4-09-143109-7 |

### Yōkai wotchi: Wakuwaku nyandafuru deizu
27 grudnia 2013 w magazynie „Ciao” ukazał się pierwszy rozdział shōjo-mangi Yōkai wotchi: ~Wakuwaku nyandafuru deizu~ (jap. 妖怪ウォッチ～わくわく☆にゃんだふるデイズ～) autorstwa Chikako Mori. Następnie wszystkie rozdziały zostały zebrane do wersji tankōbon, której pierwszy tom został wydany 25 grudnia 2014. Według stanu na 22 lipca 2016, wydano 3 tomy.
| Nr | Data wydania (język japoński) | ISBN (język japoński)  |
| -- | ----------------------------- | ---------------------- |
| 1  | 25 grudnia 2014               | ISBN 978-4-09-136714-3 |
| 2  | 30 października 2015          | ISBN 978-4-09-137888-0 |
| 3  | 22 lipca 2016                 | ISBN 978-4-09-138609-0 |

### Yonkoma Yōkai wotchi: Geragera manga gekijō
30 sierpnia 2014 w magazynie Corocoro Comic Special ukazał się pierwszy rozdział Yonkoma Yōkai wotchi: Geragera manga gekijō (jap. ４コマ妖怪ウォッチ　ゲラゲラマンガ劇場), natomiast pierwszy tankōbon – 28 października 2015. Według stanu na 27 lipca 2018, wydano 3 tomy.
| Nr | Data wydania (język japoński) | ISBN (język japoński)  |
| -- | ----------------------------- | ---------------------- |
| 1  | 28 października 2015          | ISBN 978-4-09-142105-0 |
| 2  | 28 listopada 2016             | ISBN 978-4-09-142233-0 |
| 3  | 27 lipca 2018                 | ISBN 978-4-09-142794-6 |

### Yōkai wotchi: Yonkoma dajare kurabu
Kolejna manga typu yonkoma zatytułowana Yōkai wotchi: Yonkoma dajare kurabu (jap. 妖怪ウォッチ 4コマだじゃれクラブ) miała swoją premierę w numerze 4/2015 magazynu „CoroCoro Ichiban!”, natomiast pierwszy tankōbon trafił do sprzedaży 18 czerwca 2015. Do tej pory wydano 6 tomów (w tym jeden bonusowy zatytułowany Purapura dai rantō-hen (jap. ぷらぷら大乱闘編)) (stan na 11 grudnia 2019).
| Nr       | Data wydania (język japoński) | ISBN (język japoński)  |
| -------- | ----------------------------- | ---------------------- |
| 1        | 18 czerwca 2015               | ISBN 978-4-09-281232-1 |
| 2        | 28 stycznia 2016              | ISBN 978-4-09-281233-8 |
| 3        | 30 listopada 2016             | ISBN 978-4-09-281234-5 |
| 4        | 6 grudnia 2017                | ISBN 978-4-09-281237-6 |
| 5        | 5 grudnia 2018                | ISBN 978-4-09-281239-0 |
| Bonusowy | 11 grudnia 2019               | ISBN 978-4-09-281244-4 |

### Pozostałe tytuły
Między 10 kwietnia a 10 września 2015 w magazynie „HiBaNa” publikowano rozdziały shōnen-seinen-mangi pod tytułem Komasan 〜Hanabi to kiseki no jikan〜 (jap. コマさん 〜ハナビとキセキの時間〜) autorstwa Shō Shibamoto. Później zostały zebrane i wydane 11 grudnia tego samego roku w pojedynczym tankōbonie. Następnie autor stworzył kolejny tytuł zatytułowany Komasan 〜Tamaki to nagare hoshi no tomodachi〜 (jap. コマさん ～たまきと流れ星のともだち～), który został wydany 12 grudnia 2016.
12 maja 2015 w numerze 6/2015 magazynu „CoroCoro Comic” poinformowano, że 15 maja rozpocznie się publikacja mangi Yōkai wotchi: Busters (jap. 妖怪ウォッチ バスターズ). Skompilowany tankōbon trafił do sprzedaży 28 września tego samego roku.

## Anime
Premiera adaptacji anime wyprodukowanej przez studio OLM odbyła się 8 stycznia 2014 na antenie TX Network. Większość odcinków koncentruje się na Nathanie „Nate” Adamsie, który rozwiązuje problemy spowodowane przez Yo-kai. W większym stopniu skupia się na komedii niż na grach. Niektóre odcinki mają „Mini-Corner”, w którym występuje jedna z głównych postaci Yo-kai.
7 kwietnia 2015 Level-5 podczas prezentacji Level5 Vision 2015 -The Beginning- ogłosiło, że anime otrzyma drugi sezon, którego premiera odbyła się 10 lipca. W drugim sezonie dołączyła nowa bohaterka, Hailey Anne Thomas wraz z jej towarzyszem, Yo-kai Usapyonem. Dodano również nowe modele zegarka Yo-kai: Model U i Dream.
Trzeci sezon miał premierę 6 stycznia 2017, natomiast w lipcu tego samego roku anime weszło w wątek nazwany Busters. Sequel serii zatytułowany Yo-kai Watch Shadowside został zapowiedziany 15 lutego 2018, zaś premiera odbyła się 13 kwietnia tego samego roku.
5 kwietnia 2019 miała miejsce premiera remake'u anime, która ma stanowić kontynuację oryginalnej serii jako prolog do czwartego filmu, w którym Nate otrzymuje model Elder Version K, który wygląda tak samo, jak model Elder użyty w Shadowside. Wprowadzając nowe modele Yo-kai, niektóre elementy nadal zachowują się w nowej serii, jak na przykład Arki Yo-kai i Plemiona Cieni.

### Emisja w Polsce
Polska premiera serialu anime miała miejsce 2 maja 2016 na antenie Cartoon Network, zaś druga transza – 1 sierpnia tego samego roku. Drugi sezon miał premierę 13 maja 2017, zaś jego druga transza – 5 sierpnia.
Producentem wykonawczym wersji polskiej jest SDI Media Polska, za reżyserię odpowiada Paweł Galia, zaś za tłumaczenie scenariusza – Anna Wysocka.

### Obsada wersji polskiej

#### Główna
- Olaf Marchwicki – Nate
- Joanna Pach-Żbikowska –
  - Jibanyan,
  - Shogunyan (odc. 10c, 19b),
  - Alexa (odc. 19c)
- Krzysztof Szczepaniak –
  - Whisper,
  - głos zegarka Yo-Kai Watch (odc. 2bc, 3c, 4bc, 5b, 6bc, 7b, 10bc, 11c, 15bc, 16a, 17bc, 18b, 19b, 21ab, 23bc, 24b, 28b, 29c, 30c, 32b, 33b)
- Cezary Kwieciński –
  - Barnaby „Misiek”,
  - kelner w kawiarni (odc. 21c, 22a)
- Janusz Wituch –
  - właściciel talerza (odc. 2a),
  - chłopak na randce (odc. 2b),
  - Manjimutt,
  - Robonyan (odc. 10b, 16a, 23c)
- Witold Sosulski –
- Mateusz Weber – Eddie (odc. 28a, 29c, 30c, 32b, 33bc)
- Ewa Serwa –
  - mama Nate’a,
  - dziewczyna na randce (odc. 2b),
  - mama Katie (odc. 2c),
  - nastolatka (odc. 4b),
  - Komasan (odc. 7b, 9a, 10a, 11a, 13a, 14a, 15a, 16b, 17a, 18c, 19a, 20b, 21c, 22a, 23a, 24a, 26c, 29a, 30a, 31, 32a, 33a)
- Zuzanna Galia –
  - Katie,
  - Amy (odc. 1b, 25),
  - Hidabat (odc. 8c),
  - Cucia (odc. 17a)
- Mirosław Wieprzewski –
  - Hungramps (odc. 4b, 6b, 14b, 23c),
  - Wazzat (odc. 15c)

#### Drugoplanowa
- Wojciech Chorąży –
  - tata Nate’a,
  - śledczy (odc. 2b),
  - dr Smiles (odc. 6c),
  - policjant (odc. 8ab, 20a),
  - Gin (odc. 25)
- Jarosław Domin –
  - Happierre (odc. 1a, 2b, 6b, 8c, 17b),
  - cukiernik (odc. 6a),
  - policjant (odc. 6a, 8ab, 20a),
  - Negatibuzz (odc. 6c),
  - Steppa (odc. 13c, 24b),
  - więzień Charlie (odc. 15d, 16c, 17d),
  - sprzedawca (odc. 16a),
  - Peckpocket (odc. 26b)
- Paweł Galia – przechodzień (odc. 1b)
- Jacek Król –
  - kierowca (odc. 1b),
  - fryzjer (odc. 2b),
  - Nosirs #2 (odc. 7c),
  - Nosirs #3 (odc. 7c),
  - strażnik więzienny (odc. 13d),
  - Babblong (odc. 13c, 21a)
- Joanna Węgrzynowska-Cybińska – narratorka
- Brygida Turowska-Szymczak –
  - Walkappa (odc. 2ab),
  - mama Barnaby’ego (odc. 4c),
  - Fidgephant (odc. 8bc),
  - Buhu (odc. 10b),
  - Chatalie (odc. 13b),
  - Rhyth (odc. 13c, 24b),
  - mama Amy (odc. 25)
- Krzysztof Plewako-Szczerbiński –
  - głos zegarka Yo-Kai Watch (jedna scena w odc. 2b; odc. 2b, 3c, 4bc – pierwsza wersja, 8bc, 13b),
  - Roughraff (odc. 3c, 7b, 8b, 15b, 26b),
  - Robonyan (odc. 9c),
  - więzień (odc. 17d),
  - D’wanna (odc. 21a),
  - Tengloom (odc. 24bc, 26b)
- Jakub Szydłowski –
  - złodziej (odc. 2b),
  - policjant #2 (odc. 3b, 3d),
  - Nosirs #1 (odc. 7c),
  - reżyser (odc. 8a)
- Janusz Zadura –
  - policjant #1 (odc. 3b, 6a, 7a),
  - pan Johnson, nauczyciel (odc. 4c, 6b, 7c, 10b, 13c, 15c, 17c, 20a, 21b, 32b, 33c),
  - Wazzat (odc. 4c, 8b),
  - Cadin (odc. 9b),
  - Cynake (odc. 17b),
  - Duchoo (odc. 22b),
  - Kin (odc. 25)
- Dominika Sell –
  - uczennica (odc. 4c),
  - Sophie (odc. 19a),
  - Insomni (odc. 21b),
  - dziewczyna – rysowniczka (odc. 21c, 22a, 23a, 24a, 26c),
  - Espy (odc. 26a)
- Jan Kulczycki –
  - egzorcysta (odc. 5c),
  - Sproink (odc. 15b),
  - B3-NK1 (odc. 23c)
- Barbara Kałużna – Komajiro (odc. 9a, 10a, 11a, 13a, 14a, 15a, 16b, 17a, 18c, 20b, 21c, 22a, 23a, 24a, 26c)
- Paweł Szczesny – Gonzales (odc. 15d, 16c, 17d)
- Mikołaj Klimek – prezes firmy produkującej zabawki (odc. 17a, 18c, 19a, 20b)
- Antoni Scardina –
  - Kyubi (odc. 18a, 19c),
  - Ake (odc. 22c),
  - Tengu (odc. 24c)
- Renata Berger – Baku (odc. 19b, 21b)
- Karol Osentowski – Dandoodle (odc. 20a)
- Sławomir Pacek – Payn (odc. 22c)
- Justyna Bojczuk – Grubsnitch (odc. 23b)
- Martyna Kowalik – Lady Longnek (odc. 28abc, 33b)
- Marta Dobecka –
  - Boyclops (odc. 28abc, 33b),
  - Pandle (odc. 30b)
- Artur Kaczmarski –
  - medium (odc. 28b),
  - policjant (odc. 29a, 33a),
  - pracownicy firmy (odc. 30a)
- Otar Saralidze –
  - porywacz (odc. 29a),
  - porywacz (odc. 30a),
  - pracownik zoo (odc. 30b),
  - filmowcy (odc. 31),
  - Faux Kappa (odc. 33c)
- Kamil Pruban – 
  - Swelton (odc. 29b),
  - złodziej (odc. 33a)
- Grzegorz Kwiecień – Slicenrice (odc. 29b)
- Sebastian Machalski – Brokenbrella (odc. 29c)
- Waldemar Barwiński – 
  - Directator (odc. 31),
  - Fingers (odc. 32a)
- Beniamin Lewandowski – Kyubi (odc. 31, 32c)
- Kamil Kula – Dandoodle (odc. 32c)
- Karol Wróblewski –
  - Lie-in Heart (odc. 32b),
  - Papa Windbag (odc. 33b)
- Dariusz Błażejewski
- Bożena Furczyk
- Jarosław Boberek
- Justyna Kowalska

#### Lektorzy
- Paweł Galia (odc. 1-11, 13-26),
- Otar Saralidze (odc. 28-33)

## Gry komputerowe
Na podstawie mangi powstało pięć gier komputerowych wyprodukowanych i wydanych przez Level-5. Pierwsza z nich w sprzedaży ukazała się 11 lipca 2013, zaś następne ukazały się kolejno: 30 lipca 2014 (Bony Spirits i Fleshy Souls), 11 lipca 2015, 16 lipca 2016 i 20 czerwca 2019.

## Spis odcinków
| Nr | Tytuł | Premiera w Polsce (Cartoon Network) |
| -- | --- | ----------------------------------- |
| 1  | Yo-kai naprawdę istnieją Yōkai ga iru! (妖怪がいる!)                                                                                             | 23 maja 2016                        |
| 1  | Straszliwe skrzyżowanie Kyōfu no kōsaten (恐怖の交差点)                                                                                          | 23 maja 2016                        |
| 2  | Ten w wodzie Chōyūmei na aitsu (超有名なアイツ)                                                                                                  | 24 maja 2016                        |
| 2  | Dlaczego to powiedziałeś? Nande sore itchau no!? (なんでそれ言っちゃうの!?)                                                                      | 24 maja 2016                        |
| 2  | Sekret Katie Fumi-chan no yūutsu (フミちゃんの憂鬱)                                                                                              | 24 maja 2016                        |
| 3  | Rzadka rzecz Rea na aitsu (レアなアイツ) | 3 maja 2016                         |
| 3  | Yo-kai Manjimutt Yōkai jinmenken (妖怪じんめん犬)                                                                                                | 3 maja 2016                         |
| 3  | Nadchodzi Roughraff Temē gurerurin! (てめーもグレるりん!)                                                                                        | 3 maja 2016                         |
| 3  | Yōkai jinmenken Part2 (妖怪じんめん犬 Part2) | 3 maja 2016                         |
| 4  | Medallium Yo-kai Yōkai daijiten (妖怪大辞典) | 2 maja 2016                         |
| 4  | Yo-kai Hungramps Yōkai himojii (妖怪ひも爺) | 2 maja 2016                         |
| 4  | Yo-kai Wazzat Yōkai wasurenbō (妖怪わすれん帽)                                                                                                   | 2 maja 2016                         |
| 4  | Jinmenken Part3 (じんめん犬 Part3) | 2 maja 2016                         |
| 5  | Jinmenken Part4 (じんめん犬 Part4) | 27 maja 2016                        |
| 5  | Yo-kai Illoo Yōkai maborōshi (妖怪まぼ老師) | 27 maja 2016                        |
| 5  | Przepędzanie duchów Oharai shiyō! (おはらいしよう!)                                                                                              | 27 maja 2016                        |
| 6  | Jinmenken Part5 (じんめん犬 Part5) | 1 sierpnia 2016                     |
| 6  | Yo-Kai Blazion Yōkai merameraion (妖怪メラメライオン)                                                                                            | 1 sierpnia 2016                     |
| 6  | Yo-Kai Negatibuzz Yōkai negatibūn (妖怪ネガティブーン)                                                                                           | 1 sierpnia 2016                     |
| 6  | Noc u Nate’a Kindan no otomarikai (禁断のお泊り会)                                                                                               | 1 sierpnia 2016                     |
| 7  | Jinmenken Part6 (じんめん犬 Part6) | 30 maja 2016                        |
| 7  | Oto Komasan Komasan ga kita! (コマさんがきた!)                                                                                                   | 30 maja 2016                        |
| 7  | Trio Yo-kai Nosirsów Yōkai MitoMEN (妖怪認MEN)                                                                                                   | 30 maja 2016                        |
| 8  | Jinmenken Part7 (じんめん犬 Part7) | 31 maja 2016                        |
| 8  | Yo-kai Fidgephant Yōkai Morezō (妖怪モレゾウ) | 31 maja 2016                        |
| 8  | Yo-kai Hidabat Yōkai Hikikōmori (妖怪ヒキコウモリ)                                                                                               | 31 maja 2016                        |
| 9  | Komasan w mieście. Nadchodzi Komajiro Komasan ~Saikaihen~ (コマさん ～再会編～)                                                                  | 2 czerwca 2016                      |
| 9  | Yo-kai Cadin Yōkai Semimaru (妖怪セミまる) | 2 czerwca 2016                      |
| 9  | Robonyan aktywacja Robonyan Shidō! (ロボニャン始動!)                                                                                             | 2 czerwca 2016                      |
| 10 | Komasan w mieście. Miejski żywot Komasan ~Hajimete no machiawase-hen~ (コマさん ～はじめての待ち合わせ編～)                                      | 3 czerwca 2016                      |
| 10 | Yo-kai Buhu Yōkai Tohohogisu (妖怪トホホギス) | 3 czerwca 2016                      |
| 10 | Legenda Shogunyana Rejendo yōkai! Bushinyan kenzan! (レジェンド妖怪! ブシニャン見参!)                                                            | 3 czerwca 2016                      |
| 11 | Komasan w mieście. Bramka w metrze Komasan ~Hajimete no Kaisatsu-hen~ (コマさん ～はじめての改札編～)                                            | 6 czerwca 2016                      |
| 11 | Yo-kai Spenp Yōkai Mudazukai (妖怪ムダヅカイ) | 6 czerwca 2016                      |
| 11 | Yo-kai Noway Yōkai Murikabe (妖怪ムリカベ) | 6 czerwca 2016                      |
| 11 | Yoyaku! Aitsu ga kaettekuru! (予告! アイツが帰ってくる!)                                                                                         | 6 czerwca 2016                      |
| 12 | Komasan ~Hajimete no kētai-hen~ (コマさん ～はじめてのケータイ編～)                                                                              | nieemitowany                        |
| 12 | Yōkai onarazumono (妖怪おならず者)) | nieemitowany                        |
| 12 | Jinmenken shīzun 2 Inu dassō Episode1 (じんめん犬シーズン2 犬脱走 Episode1)                                                                      | nieemitowany                        |
| 13 | Komasan w mieście. Niskobudżetowe wiktuały Komasan ~Hajimete no Fasuto Fūdo-hen~ (コマさん ～はじめてのファストフード編～)                       | 7 czerwca 2016                      |
| 13 | Yo-kai Chatalie Yōkai Kuchidake-onna (妖怪口だけおんな)                                                                                          | 7 czerwca 2016                      |
| 13 | Tancerze Yo-kai Yōkai dansāzu (妖怪ダンサーズ)                                                                                                   | 7 czerwca 2016                      |
| 13 | Manjimutt: Wielka psia ucieczka, odcinek drugi Jinmenken shīzun 2 Inu dassō Episode2 (じんめん犬シーズン2 犬脱走 Episode2)                       | 7 czerwca 2016                      |
| 14 | Komasan w mieście. Magiczna podłoga Komasan ~Hajimete no Tawā-hen~ (コマさん ～はじめてのファストフード編～)                                     | 2 sierpnia 2016                     |
| 14 | Yo-Kai Dazzabel i Yo-Kai Dimmy Yōkai Sharekofujin to Yōkai Jimī (妖怪しゃれこ婦人と妖怪ジミー)                                                   | 2 sierpnia 2016                     |
| 14 | Manjimutt: Wielka psia ucieczka, odcinek trzeci Jinmenken Shīzun 2 Inu Dassō Episode3 (じんめん犬シーズン2 犬脱走 Episode3)                      | 2 sierpnia 2016                     |
| 15 | Komasan w mieście. DJKJ Komasan ~Hajimete no Yoasobi-hen~ (コマさん ～はじめての夜遊び編～)                                                      | 3 sierpnia 2016                     |
| 15 | Yo-Kai Sproink Yōkai Nobosetonman (妖怪のぼせトンマン)                                                                                           | 3 sierpnia 2016                     |
| 15 | Yo-Kai Babblong Yōkai Nagabana (妖怪ナガバナ) | 3 sierpnia 2016                     |
| 15 | Manjimutt: Wielka psia ucieczka, odcinek czwarty Jinmenken Shīzun 2 Inu Dassō Episode4 (じんめん犬シーズン2 犬脱走 Episode4)                     | 3 sierpnia 2016                     |
| 16 | Yo-Kai Peppillon Gōruden Wīku wa Yōkai ga Ippai! (ゴールデンウィークは妖怪がいっぱい!)                                                           | 4 sierpnia 2016                     |
| 16 | Komasan w mieście. Mój super brat Komasan ~Ora no Kakkoii Niichan-hen~ (コマさん ～オラのカッコいい兄ちゃん編～)                                 | 4 sierpnia 2016                     |
| 16 | Manjimutt: Wielka psia ucieczka, odcinek piąty Jinmenken Shīzun 2 Inu Dassō Episode5 (じんめん犬シーズン2 犬脱走 Episode5)                       | 4 sierpnia 2016                     |
| 17 | Komasan po szczeblach kariery, odcinek pierwszy Komasan Shīzun 2 Inakamono wa Bara-iro ni Episode1 (コマさんシーズン2 田舎者はバラ色に Episode1) | 5 sierpnia 2016                     |
| 17 | Yo-Kai Cynake Yōkai Sunesunēku (妖怪すねスネーク)                                                                                                | 5 sierpnia 2016                     |
| 17 | Yo-Kai Rockabelly Yōkai Harao-dori (妖怪はらおドリ)                                                                                              | 5 sierpnia 2016                     |
| 17 | Manjimutt: Wielka psia ucieczka, odcinek szósty Jinmenken Shīzun 2 Inu Dassō Episode6 (じんめん犬シーズン2 犬脱走 Episode6)                      | 5 sierpnia 2016                     |
| 18 | Kyubi: Operacja złamane serce Kyūbi no Kyunkyun Daisakusen Deai-hen (キュウビのキュンキュン大作戦 出会い編)                                      | 8 sierpnia 2016                     |
| 18 | Yo-Kai Gargaros Oni Jikan (鬼時間) | 8 sierpnia 2016                     |
| 18 | Komasan po szczeblach kariery, odcinek drugi Komasan Shīzun 2 Inakamono wa Bara-iro ni Episode2 (コマさんシーズン2 田舎者はバラ色に Episode2)    | 8 sierpnia 2016                     |
| 19 | Komasan po szczeblach kariery, odcinek trzeci Komasan Shīzun 2 Inakamono wa Bara-iro ni Episode3 (コマさんシーズン2 田舎者はバラ色に Episode3)   | 9 sierpnia 2016                     |
| 19 | Yo-Kai Baku Yōkai Baku (妖怪バク) | 9 sierpnia 2016                     |
| 19 | Kyubi: Operacja par rozrywki Kyuubi no Kyunkyun Daisakusen Yūenchi-hen (キュウビのキュンキュン大作戦 遊園地編)                                   | 9 sierpnia 2016                     |
| 20 | Legenda Dandoodle Rejendo Yōkai! Ikemenken! (レジェンド妖怪! イケメン犬!)                                                                        | 10 sierpnia 2016                    |
| 20 | Komasan po szczeblach kariery, odcinek czwarty Komasan Shīzun 2 Inakamono wa Bara-iro ni Episode4 (コマさんシーズン2 田舎者はバラ色に Episode4)  | 10 sierpnia 2016                    |
| 21 | Yo-Kai D’wanna Yōkai Tsuzukanasō (妖怪つづかな僧)                                                                                                | 11 sierpnia 2016                    |
| 21 | Yo-Kai Insomni Yōkai Fūmin (妖怪フゥミン) | 11 sierpnia 2016                    |
| 21 | Zakochany Komasan, odcinek pierwszy Komasan Shīzun 3 Koi to Poemu to Kōhī to Ippaime (コマさんシーズン3 恋とポエムとコーヒーと 1杯目)            | 11 sierpnia 2016                    |
| 22 | Zakochany Komasan, odcinek drugi Komasan Shīzun 3 Koi to Poemu to Kōhī to Nihaime (コマさんシーズン3 恋とポエムとコーヒーと 2杯目)               | 12 sierpnia 2016                    |
| 22 | (Yo-Kai Duchoo) Yōkai Kazekamo (妖怪かぜカモ) | 12 sierpnia 2016                    |
| 22 | Yo-Kai Ake i Payn Kata ga Korutte Donna Kanji? (肩がこるってどんな感じ?)                                                                         | 12 sierpnia 2016                    |
| 23 | Zakochany Komasan, odcinek trzeci Komasan Shīzun 3 Koi to Poemu to Kōhī to Sanbaime (コマさんシーズン3 恋とポエムとコーヒーと 3杯目)             | 15 sierpnia 2016                    |
| 23 | Yo-Kai Grubsnitch Yōkai Tsumamiguinosuke (妖怪つまみぐいのすけ)                                                                                  | 15 sierpnia 2016                    |
| 23 | Yo-Kai B3-NK1 Yōkai Karakuri Benkei (妖怪からくりベンケイ)                                                                                       | 15 sierpnia 2016                    |
| 24 | Zakochany Komasan, odcinek czwarty Komasan Shīzun 3 Koi to Poemu to Kōhī to Yonhaime (コマさんシーズン3 恋とポエムとコーヒーと 4杯目)            | 16 sierpnia 2016                    |
| 24 | Yo-Kai Tengloom Yōkai Nekuramatengu (妖怪ネクラマテング)                                                                                         | 16 sierpnia 2016                    |
| 24 | Prawdziwy Tengu Honmono Tōjō! (ホンモノ登場!) | 16 sierpnia 2016                    |
| 25 | Sekret Jibanyana Jibanyan no Himitsu (ジバニャンの秘密)                                                                                          | 17 sierpnia 2016                    |
| 26 | Yo-Kai Espy Yōkai Satori-chan (妖怪さとりちゃん)                                                                                                 | 18 sierpnia 2016                    |
| 26 | Yo-Kai Peckpocket Yōkai Yokodori (妖怪ヨコドリ)                                                                                                  | 18 sierpnia 2016                    |
| 26 | Zakochany Komasan, odcinek piąty Komasan Shīzun 3 Koi to Poemu to Kōhī to Gohaime (コマさんシーズン3 恋とポエムとコーヒーと 5杯目)               | 18 sierpnia 2016                    |
| 27 | – Shingata Yōkai Wotchi o Te ni Irero (新型妖怪ウォッチを手に入れろ)                                                                             | odc. pominięty                      |
| 27 | – Tadashii Hako no Akekata (正しい箱の開け方) | odc. pominięty                      |
| 28 | Klasyczne Yo-Kai Detazo Koten Yōkai (出たぞ古典妖怪！)                                                                                           | 13 maja 2017                        |
| 28 | Przepędzanie duchów Oharai Ritānzu (お祓いリターンズ)                                                                                            | 13 maja 2017                        |
| 28 | Naprawdę są fajni? Koten Yōkai tte Sugoi no? (古典妖怪ってすごいの？)                                                                            | 13 maja 2017                        |
| 29 | Policjanci ze Springdale: Niechciany gość Taiyō ni Hoeru Zura! Dai-Ichi-Wa "Hitojichi (太陽にほえるズラ！ 第一話「人質」)                        | 13 maja o 2017                      |
| 29 | Yo-Kai Swelton Yōkai Asekkaki (妖怪あせっか鬼)                                                                                                   | 13 maja 2017                        |
| 29 | Yo-Kai Brokenbella Yōkai Sakasakkasa (妖怪さかさっ傘)                                                                                            | 13 maja 2017                        |
| 30 | Policjanci ze Springdale: Okup Taiyō ni Hoeru Zura! Dai-Ni-Wa "Yūkai (太陽にほえるズラ！ 第二話「誘拐」)                                         | 20 maja 2017                        |
| 30 | Yo-Kai Pandle Yōkai Buyōjinbō (妖怪ぶようじん坊)                                                                                                 | 20 maja 2017                        |
| 30 | Yo-Kai So-Sorree Yōkai Ittangomen (妖怪一旦ゴメン)                                                                                               | 20 maja 2017                        |
| 31 | Film Yōkai Saiyūki (妖怪西遊記) | 20 maja 2017                        |
| 32 | Policjanci ze Springdale: Przesłuchanie Taiyō ni Hoeru Zura! Dai-San-Wa "Torishirabe-shitsu (太陽にほえるズラ！ 第三話「取り調べ室」)            | 27 maja 2017                        |
| 32 | Yo-Kai Lie-in Heart Yōkai Man'ojishi (妖怪万尾獅子)                                                                                              | 27 maja 2017                        |
| 32 | Złote rady Yo-Kai Iketeru Yōkai Taiketsu! (イケてる妖怪対決！)                                                                                   | 27 maja 2017                        |
| 33 | Policjanci ze Springdale: Obserwacja Taiyō ni Hoeru zura! Dai-Yon-Wa "Harikomi (太陽にほえるズラ！ 第四話「張り込み」)                           | 27 maja 2017                        |
| 33 | Yo-Kai Papa Windbag Yōkai Jigajīsan (妖怪じがじぃさん)                                                                                           | 27 maja 2017                        |
| 33 | Który jest prawdziwy? Honmono wa Dotchi da!? (ホンモノはどっちだ！？)                                                                            | 27 maja 2017                        |
| 34 | TBA Taiyō ni Hoeru zura! Dai-Go-Wa "Bikō" (太陽にほえるズラ！ 第五話「尾行」)                                                                    | TBA                                 |
| 34 | TBA Yōkai Hitomakasennin (妖怪ひとまか仙人) | TBA                                 |
| 34 | TBA Yōkai Zekkōchō (妖怪ぜっこう蝶) | TBA                                 |
| 35 | TBA Taiyō ni Hoeru zura! Dai-Roku-Wa "SP" (太陽にほえるズラ！ 第六話「SP」)                                                                      | TBA                                 |
| 35 | TBA Yōkai Taitanikku (妖怪タイタニック) | TBA                                 |
| 35 | TBA Yōkai Nechigaeru (妖怪ねちがえる) | TBA                                 |
| 36 | TBA Taiyō ni Hoeru zura! Dai-Nana-Wa "Bakudan Shori" (太陽にほえるズラ！ 第七話「爆弾処理」)                                                     | TBA                                 |
| 36 | TBA Yōkai Burī-taichō (妖怪ブリー隊長) | TBA                                 |
| 36 | TBA Yōkai Warautsubo (妖怪笑ウツボ) | Tba                                 |
| 37 | TBA Undōkai wa Yōkai ga Ippai! (運動会は妖怪がいっぱい！)                                                                                        | TBA                                 |
| 37 | TBA Taiyō ni Hoeru zura! Saishū-Wa "Junshoku" (太陽にほえるズラ！ 最終話「殉職」)                                                                | TBA                                 |
| 37 | TBA Kyūshoku no Gurume Yokoku (給食のグルメ 予告)                                                                                                | TBA                                 |
| 38 | TBA Bokura no Sanbyaku En Sensō (ぼくらの300円戦争)                                                                                              | TBA                                 |
| 38 | TBA Kanpeki Shitsuji Yōkai Sebasuchan (カンペキ執事妖怪セバスチャン)                                                                             | TBA                                 |
| 38 | TBA Kyūshoku no Gurume Dai-Ichi-Wa "Karē Raisu" (給食のグルメ 第1話「カレーライス」)                                                             | TBA                                 |
| 39 | TBA Kyūshoku no Gurume Dai-Ni-Wa "Purin" (給食のグルメ 第2話「プリン」)                                                                          | TBA                                 |
| 39 | TBA Yōkai Yū Esu Ō" (妖怪U.S.O.) | TBA                                 |
| 39 | TBA Yōkai Netabarerīna (妖怪ネタバレリーナ) | TBA                                 |